# Malkocsoglu Bali
Malkoçoğlu Bali bég, törökül: Yahyapaşazade Malkoçoğlu Bali Bey (1495–1555) oszmán katona, hadvezér, majd beglerbég I. Szulejmán szultán uralkodása idején.
Apja, Malkoçoğlu Yaya pasa anatóliai és ruméliai beglerbég, majd vezír és II. Bajazid szultán lányának férje. Öccse Malkoçoğlu Mehmet Bey.
Részt vett a mohácsi csatában, majd annak végeztével 1526-ban kitüntették.
1541-től haláláig budai kormányzóként[forrás?] (beglerbég) szolgált. Ő vezényelte a Akinjikat (török könnyűlovasság) és a Ghazikat (felderítő hadtest).
1555 után halt meg. A sírja Bursában, a YENİŞEHİRDE Balibey mecset udvarán van.

## A popkultúrában
A Szulejmán (Muhteşem Yüzyıl) tévésorozatban Burak Özçivit török színész alakítja.

## Feltételezett magyarországi emlékek
Malkoçoğlu Bali bég magyarországi jelenléte mindig is vitathatatlan volt. Vitatottak, azok az emlékek, amelyek a nevéhez fűződnek. Sokan feltételezik, hogy több emlékmű és leírások is az ő nevéhez kötődnek. Ilyenek például:
- Malkocs Bej Dzsámija[2] - A dzsámit építtető Malkocs klisszai szandzsákbej volt, és 1565-ben halt meg. Siklósi dzsámijának pontos idejét nem ismerjük, de AZ 1543-1565 közötti időre szűkíthető le. A dzsámi későbbi restaurálása 1994-ig tartott, aminek köszönhetően 1993-ban elnyerte az Europa Nostra díjat, melyet minden évben egy kiemelkedő építészeti emlékmű helyreállításáért adnak át. Napjainkban is az eredeti rendeltetése szerint működik, fontos szerepet játszva a város kulturális életében.
- Szerepe az Egri csillagok című regényben[3]- Bali Bég felmenői is mind kiváló harcosok, katonák voltak. Bátorságukról és kegyetlenségükről voltak híresek, és ezek a tulajdonságok azok, amelyek miatt Bali bég is magas rangot érhetett el, illetve híres és hírhedt lett. A mohácsi csata ideje alatt feldúlta a környező vidéket, majd egészen Buda városáig nyomulva fosztogatott és gyilkolt. Az Egri csillagokban is feltűnik mint török hadvezér, Veli bég néven.

## Halála körüli kérdések
Bali Bég halálának pontos ideje és oka is vitatott, egyesek 1543-ra teszik. Eszerint Budán halhatott meg, mint budai kormányzó, majd pasa. Sok forrás 1548-ra datálja. Megint több forrás megemlíti, hogy halála 1555 után volt, de olyannal is lehet találkozni, ahol 1565 van megadva.

## Fordítás
- Ez a szócikk részben vagy egészben  a   Malkoçoğlu Balı Bey című angol Wikipédia-szócikk fordításán alapul.  Az eredeti cikk szerkesztőit annak laptörténete sorolja fel. Ez a jelzés csupán a megfogalmazás eredetét és a szerzői jogokat jelzi, nem szolgál a cikkben szereplő információk forrásmegjelöléseként.